# Lipowiec (Wygiełzów)
Lipowiec – część wsi Wygiełzów w Polsce położona w województwie małopolskim, w powiecie chrzanowskim, w gminie Babice.
W latach 1975–1998 Lipowiec należał administracyjnie do województwa katowickiego.